# Stevie Wonder
Stevland Hardaway Morris (Saginaw, Míchigan, 13 de mayo de 1950), conocido artísticamente como Stevie Wonder, es un cantautor y activista social ghanesestadounidense; uno de los más exitosos y reconocidos artistas en la compañía discográfica Motown, con más de 100 millones de discos vendidos. 
Ciego prácticamente de nacimiento, tras algunas complicaciones después del parto, fue un niño prodigio y durante su carrera ha grabado diversos discos y sencillos que fueron aclamados por la crítica; también ha escrito y producido para otros artistas. 
Wonder toca diversos instrumentos como la batería, bajo, congas y, más notablemente, el piano, la armónica y el teclado electrónico.
Ha ganado tres veces el premio Grammy al álbum del año con tres discos consecutivos en un periodo de cuatro años por Innervisions (1973), Fulfillingness' First Finale (1974) y Songs in the Key of Life (1976), obtención inédita en estos galardones, que ha conseguido en un total de 25 ocasiones. 
Según la Organización de las Naciones Unidas, “el activismo de Stevie Wonder ha ejercido una influencia fundamental en acontecimientos ocurridos en los Estados Unidos y en el mundo”.

## Biografía y carrera musical

### Infancia
Stevland Hardaway Morris nació en Saginaw (Míchigan) en 1950 como tercero de los seis hijos de Calvin Morris y Lula Mae Hardaway. Debido a su nacimiento prematuro (seis semanas antes) tuvo que ser trasladado a una incubadora, cuyo ambiente rico en oxígeno impidió el desarrollo de las retinas, lo que lo dejó ciego. A los cuatro años, su madre dejó a su padre y se trasladó a Detroit con sus hijos adoptando de nuevo su apellido de soltera y cambiando a Morris el de sus hijos, siendo Stevland Hardaway Morris su nombre a efectos legales desde entonces. En su infancia aprendió a tocar varios instrumentos, destacando con el piano, la batería, y la armónica. En su niñez fue activo en el coro de su iglesia.
Cuando tenía 11 años, Stevie Wonder fichó por la Motown.
Berry Gordy, el patrón de la legendaria discográfica había quedado impresionado por las habilidades musicales del artista, al que bautizó como “Little Stevie Wonder”.
Durante los sesenta, Stevie Wonder fue sumando números uno con el sonido soul predominante en los artistas de Motown que dominaba las listas en Estados Unidos. En 1969, Wonder sacó al mercado My Cherie Amour, un sencillo escrito por Sylvia Moy, la primera mujer letrista y compositora de la Motown. Ella fue quien intercedió ante Gordy, que tenía previsto dejar de trabajar con Stevie Wonder cuando empezó el cambio de la voz. Según el propio Gordy, Moy habló con él y le hizo prometer que mantendría el contrato si ella lograba escribirle un gran éxito. Así salió "Uptight (Everything's Alright)", que supuso a Wonder sus dos primeras nominaciones a los Grammy a 15 años de edad.

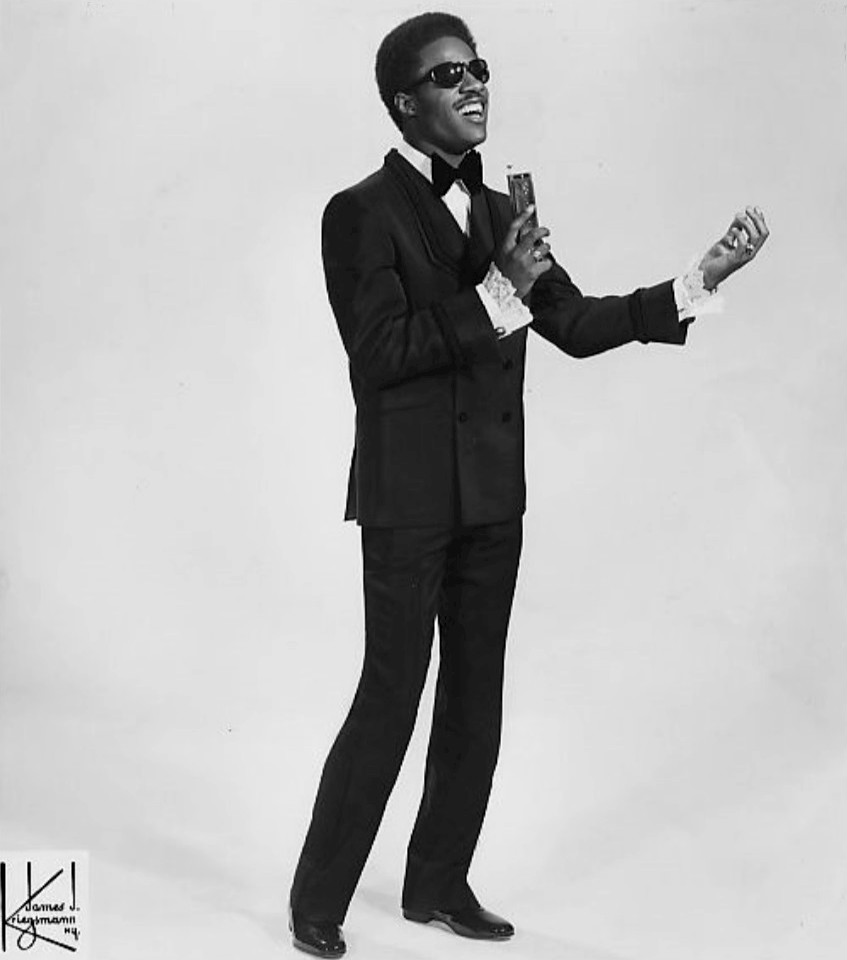
Wonder a finales de la década de 1960.

### Década de 1970

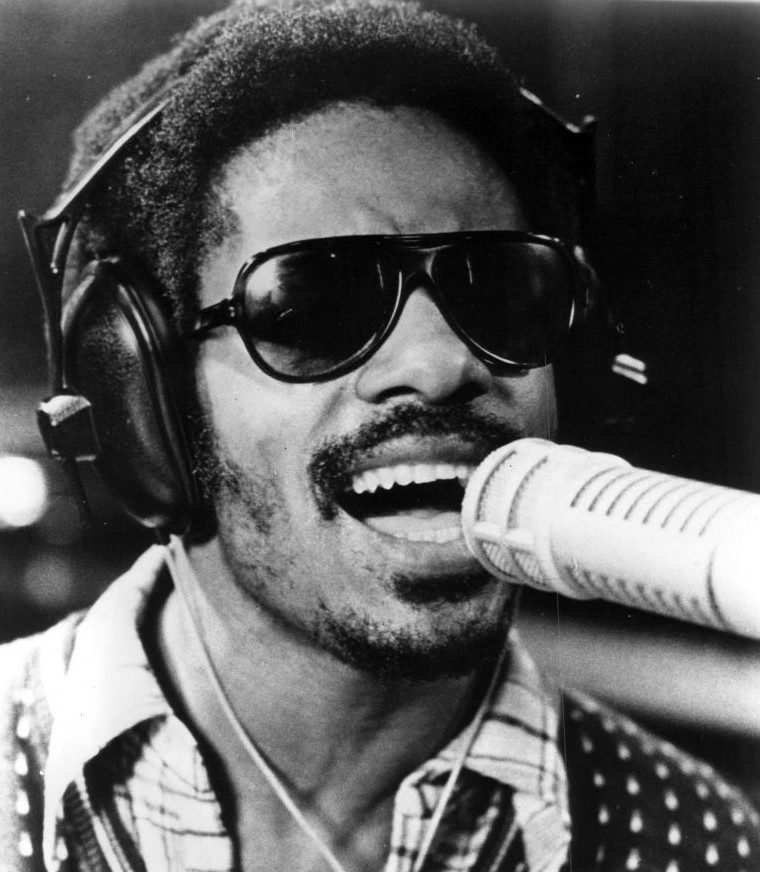
Stevie Wonder en 1973.

En esta época Stevie abandonó definitivamente el sobrenombre de «pequeño Stevie» cuando se casó con Syreeta Wright, que trabajaba en el departamento de distribución de la Motown, y que colaboraría en la composición de algunos de los temas de los primeros discos de Stevie de la década de 1970. Su matrimonio no duró mucho, pero ambos continuaron cultivando una buena amistad hasta la muerte de Syreeta en 2004. Tras divorciarse de Syreeta, Stevie se volvió a casar con otro miembro de la Motown, Yolanda Simmons, con la que tiene una hija y un hijo llamados Aisha y Keita respectivamente.
En 1972 Stevie conoció a Johanan Vigoda, un abogado que consiguió que el artista firmara un contrato millonario, concediéndole al mismo tiempo una libertad creativa inimaginable en aquellos momentos dentro de una compañía tan férrea como era la Motown. El primer disco que Stevie grabó bajo esta nueva política fue Music of my mind, en el que el cantante se hacía cargo, por primera vez en la historia, de la grabación de prácticamente todos los instrumentos del disco, además de ejercer las tareas de producción, composición y arreglista. En ese mismo año graba la canción Superstition considerada como “incomparable” por el especialista Alexis Petridis.
En el verano de 1973, Stevie sufrió un accidente de tráfico que lo mantuvo en coma durante varios días y a consecuencia del cual el músico perdió el sentido del olfato, pero a pesar de este incidente, el resto de la década resultó gloriosa: de 1974 a 1977 Wonder ganó 14 Grammys incluyendo tres Premios Grammy al álbum del año consecutivos por Innervisions, Fulfillingness' First Finale y Songs in the Key of Life. Fue un periodo muy rico en creatividad y premios para Stevie, precursor en el empleo de sintetizadores.
La década acaba con una banda sonora para el falso documental The secret life of plants, que a pesar de no cosechar el inmenso éxito comercial del disco anterior, obtuvo el disco de platino.

### Década de 1980
La década empieza con un nuevo trabajo, Hotter Than July, que recibe los años 1980 a ritmo de reggae con el exitoso tema "Master Blaster", y que abre a Wonder a una audiencia más amplia. El artista inicia una lucha para conseguir que la fecha de nacimiento de Martin Luther King fuese declarado un día festivo en Estados Unidos. Efectúa colaboraciones importantes como "Ebony and ivory", junto a Paul McCartney, "Can't Help Loving that Man of Mine", junto a Barbra Streisand o "Just good friends", junto a Michael Jackson, y recibe un nuevo Grammy por "We are the world". Publica un grandes éxitos, Musiquarium, en 1982, con cuatro temas inéditos y en 1984 lanza The woman in red, para la banda sonora de la misma película, consiguiendo un Óscar por la canción "I Just Called to Say I Love You". Publica además los discos In Square Circle y Characters. La década acaba con la inclusión del artista en el Salón de la Fama del Rock and Roll en 1989.

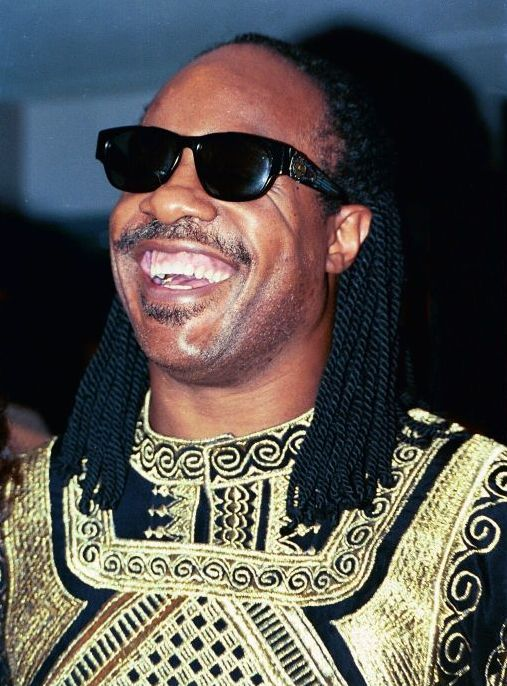
Stevie Wonder en 1994.

### Década de 1990
Después de publicar la banda sonora de la película de Spike Lee Jungle Fever, Wonder se dedicó a actividades benéficas, retirándose parcialmente de los escenarios. Recibió el premio Grammy a toda una vida y grabó, en 1996, Conversation Peace, un nuevo disco que le reportó dos Grammys. Además de sus colaboraciones con Luciano Pavarotti, y de su participación en la banda sonora de la película de Disney Mulan, fue galardonado con el Premio de Música Polar por logros de toda la vida por la Real Academia Sueca de Música en 1999.

### Década de 2000

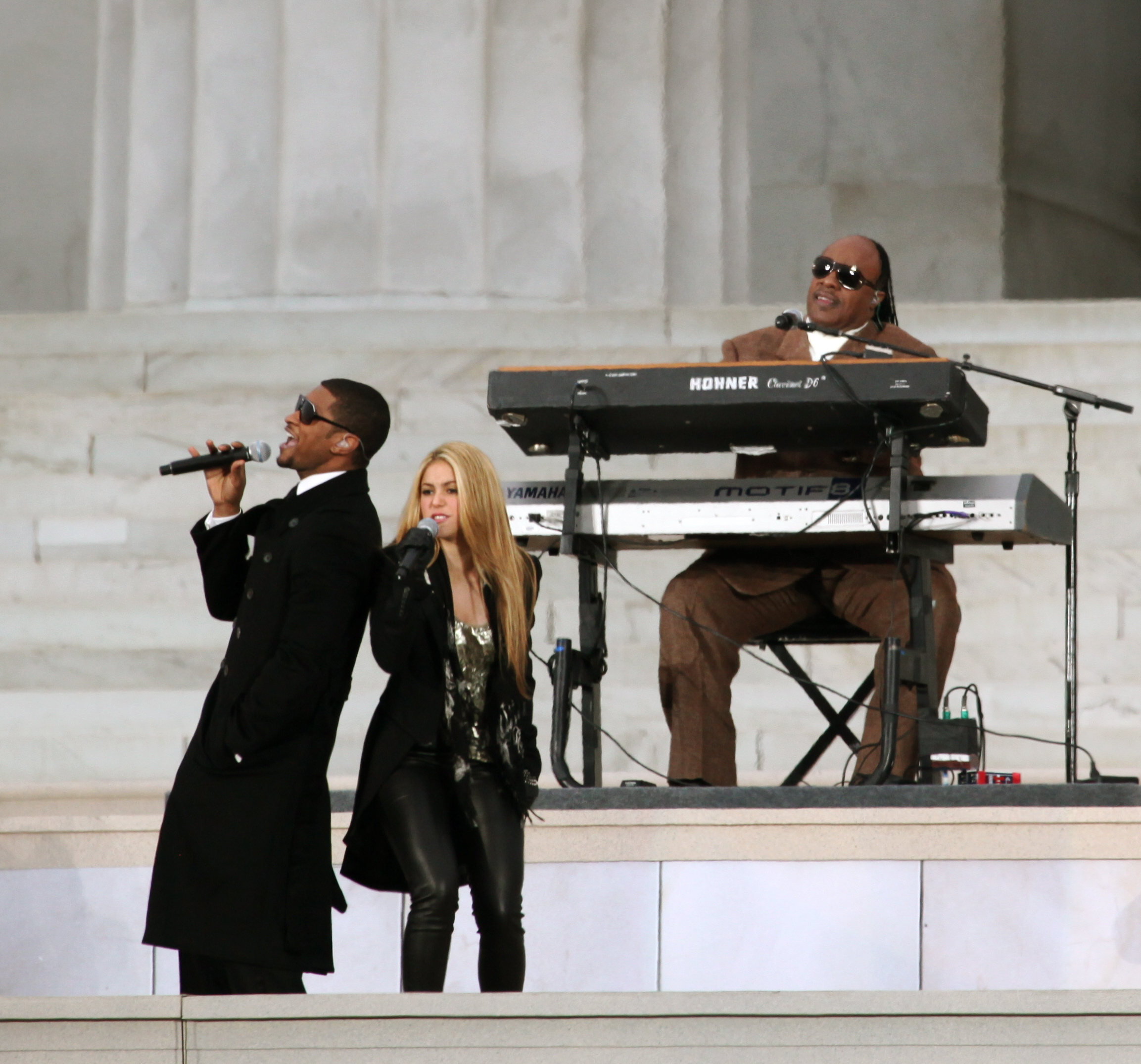
Stevie Wonder junto a Usher y Shakira en la presentación inaugural del presidente Barack Obama.

Hubo que esperar diez años para una nueva publicación, que finalmente vio la luz en 2005 con el nombre de A Time to Love. El fallecimiento de personas cercanas y queridas para el artista como Syreeta Wright (su exmujer y colaboradora en los años setenta), su madre Lula Mae Hardaway, Michael Jackson, su hermano Larry Hardaway, Ray Charles, Gerald Levert, Luther Vandross, significan un período triste para Stevie Wonder. Como nota positiva, Stevie recibe la notificación por parte de la Recording Industry Association of America (RIAA) del certificado de 10 millones de unidades vendidas del mítico álbum doble Songs in the Key of Life, siendo elegido dicho disco también para formar parte de Biblioteca del Congreso de Estados Unidos.
La lista de 2003 de la revista Rolling Stone con los 500 discos más grandes de toda la historia incluyó cuatro de Stevie Wonder, además en 2008 la misma revista le consideró uno de los diez mejores cantantes de todos los tiempos.
En 2006 grabó junto a Andrea Bocelli, Canciones desafinadas – Canzoni stonate. En 2007 realizó su primera gira en diez años por los Estados Unidos. Al año siguiente, durante la campaña presidencial estadounidense, Stevie manifestó su apoyo al candidato demócrata Barack Obama, quien el 23 de febrero de 2009 entregó al artista el Premio Gershwin otorgado por la Biblioteca del Congreso de los Estados Unidos. Ese mismo mes, durante la ceremonia de entrega de los premios Grammy's 2009, Stevie Wonder actuó junto a los Jonas Brothers, interpretando "Burnin' up" y "Superstition". En marzo publicó su primer DVD oficial, su título Live at Last, con el contenido de su concierto celebrado en octubre del año anterior en Londres.
En 2007 Stevie Wonder anunció el lanzamiento del álbum The Gospel Inspired by Lula, un disco de góspel en homenaje a su madre fallecida en 2006.

### Década de 2010
En 2012 colabora en el disco de Paul McCartney Kisses on the Bottom tocando el solo de armónica en la canción Only Our Hearts.
En 2013, Stevie Wonder participó en una de las canciones del disco de Mariah Carey The Art Of Letting Go, la cual tendría por nombre «I'll Still Be Around».
En la gala de los premios Grammy's 2014 actuó junto al dúo francés Daft Punk, Pharrell Williams y Nile Rodgers interpretando la galardonada canción "Get Lucky" del álbum Random Access Memories de los franceses. Ese mismo año aparece en el último disco de Céline Dion, donde interpretan a dueto Overjoyed. También recibió en la Casa Blanca la medalla presidencial de la Libertad por Obama.
En 2015 colaboró con Redfoo en su tema "Where the Sun Goes"
A finales del 2016 se lanza el sencillo Faith junto a Ariana Grande formando parte de la banda sonora de la película animada Sing. La canción estuvo nominada como Mejor Canción Original en la ceremonia 74 de los Premios Globo de Oro.
En 2018, contribuyó con Travis Scott en la canción Stop Tryna Be God, del álbum Astroworld.

## Familia
Stevie Wonder comparte su vida con Tomeeka Bracy, con quien tiene dos hijos, el último nacido en 2014. En total, Wonder es padre de nueve hijos.

## Premios
- 1969 US Distinguished Service Award
- 1973-2006 Recibe 25 premios Grammy
- 1974 NARM Presidential Award
- 1984 ASCAP Founders Award
- 1985 Oscar - Best Original Song (por la película The woman in red)
- 1985 NARM Artist of the Decade
- 1989 Incluido en el Rock 'N Roll Hall Of Fame
- 1996 NARAS Lifetime Achievement Award
- 1998 United in Recovery's Ambassador of Peace Award
- 1999 MusiCares Person of the Year
- 2002 Songwriters' Hall of Fame
- 2004 Billboard Century Award
- 2005 Lifetime Achievement Award (city Detroit)
- 2006 Lifetime Achievement Freedom Award
- 2006 National Artistic Achievement Award
- 2008 Hall of Fame Award
- 2009 Library of Congress Gershwin Prize
- 2010 Commandeur des Arts et des Lettres (Paris)
- 2011 Inducido en el Apollo Hall of Fame de Nueva York
- 2012 Billboard Icono
- 2012 Premio BET de honor
- 2013 MAMA awards "music makes one global ambassador award"
- 2021 Premio de la Fundación Wolf de las Artes[31]

## Grammy
| Año  | Premio | Título                          |
| ---- | --- | ------------------------------- |
| 1973 | Premio Grammy mejor canción R&B                                                                                   | Superstition                    |
| 1973 | Premio Grammy mejor interpretación vocal R&B masculina                                                            | Superstition                    |
| 1973 | Premio Grammy mejor interpretación vocal pop masculina                                                            | You are the sunshine of my life |
| 1973 | Premio Grammy mejor productor del año                                                                             | Innervisions                    |
| 1973 | Premio Grammy mejor álbum del año                                                                                 | Innervisions                    |
| 1974 | Premio Grammy mejor canción R&B                                                                                   | Living for the city             |
| 1974 | Premio Grammy mejor interpretación vocal R&B masculina                                                            | Boogie on reggae woman          |
| 1974 | Premio Grammy mejor interpretación vocal R&B masculina                                                            | Fulfillingness’ first finale    |
| 1974 | Premio Grammy mejor productor del año                                                                             | Fulfillingness’ first finale    |
| 1974 | Premio Grammy mejor álbum del año                                                                                 | Fulfillingness’ first finale    |
| 1976 | Premio Grammy mejor interpretación vocal R&B masculina                                                            | I wish                          |
| 1976 | Premio Grammy mejor interpretación vocal pop masculina                                                            | Songs in the key of life        |
| 1976 | Premio Grammy mejor productor del año                                                                             | Songs in the key of life        |
| 1976 | Premio Grammy mejor álbum del año                                                                                 | Songs in the key of life        |
| 1985 | Premio Grammy mejor interpretación vocal R&B masculina                                                            | In square circle                |
| 1986 | Premio Grammy mejor interpretación vocal pop a dúo o grupo (Dionne Warwick, Elton John, Gladys Knight, S. Wonder) | That's what friends are for     |
| 1995 | Premio Grammy mejor canción R&B                                                                                   | For Your Love                   |
| 1995 | Premio Grammy mejor interpretación vocal R&B masculina                                                            | For Your Love                   |
| 1996 | Premio Grammy a toda una vida                                                                                     |                                 |
| 1998 | Premio Grammy por mejor arreglo y acompañamiento vocal/instrumental (Herbie Hancock, Robert Sadin y S. Wonder)    | St. Louis Blues                 |
| 1998 | Premio Grammy mejor interpretación vocal R&B masculina                                                            | St. Louis Blues                 |
| 2002 | Premio Grammy mejor interpretación vocal R&B a dúo o grupo (Take 6 y S. Wonder)                                   | Love’s in need of love today    |
| 2005 | Premio Grammy a la mejor interpretación vocal pop masculina                                                       | From the bottom of my heart     |
| 2005 | Premio Grammy mejor interpretación vocal R&B a dúo o grupo (Beyoncé Knowles y S. Wonder)                          | So amazing                      |
| 2006 | Premio Grammy a la mejor colaboración pop vocal (Tony Bennett y S. Wonder)                                        | For once in my life             |

## Discografía
- The Jazz Soul Of Little Stevie (1962)
- Tribute To Uncle Ray (1962)
- Recorded Live: The 12 Year Old Genius (1963) Motown
- With A Song In My Heart (1963)
- Stevie At The Beach (1964)
- Up-Tight (1966)
- Down to Earth (1966)
- I Was Made To Love Her (1967)
- Someday At Christmas (1967)
- Eivets Rednow (1968)
- For Once In My Life (1968)
- My Cherie Amour (1969)
- Stevie Wonder Live (1970)
- Live at the Talk of The Town (1970)
- Signed, Sealed & Delivered (1970) Motown
- Where I'm Coming From (1971) Motown
- Music of My Mind (1972) Motown
- Talking Book (1972) Motown
- Innervisions (1973) Motown
- Fulfillingness' First Finale (1974) Motown
- Songs in the Key of Life (1976) Motown
- Looking Back (1977) Motown
- Stevie Wonder's Journey Through "The Secret Life of Plants" (1979) Motown
- Hotter Than July (1980) Motown
- Stevie Wonder's Original Musiquarium I (1982) Motown
- The Woman In Red (1984) Motown
- I Just Called to Say I Love You (1984)
- In Square Circle (1985) Motown
- Characters (1987) Motown
- Jungle Fever (1991) Motown
- Conversation Peace (1995) Motown
- Natural Wonder (1995) Motown
- The Definitive Collection (2002) Motown
- A Time To Love (2005) Motown